# Liste der Kulturdenkmale in Niederlungwitz

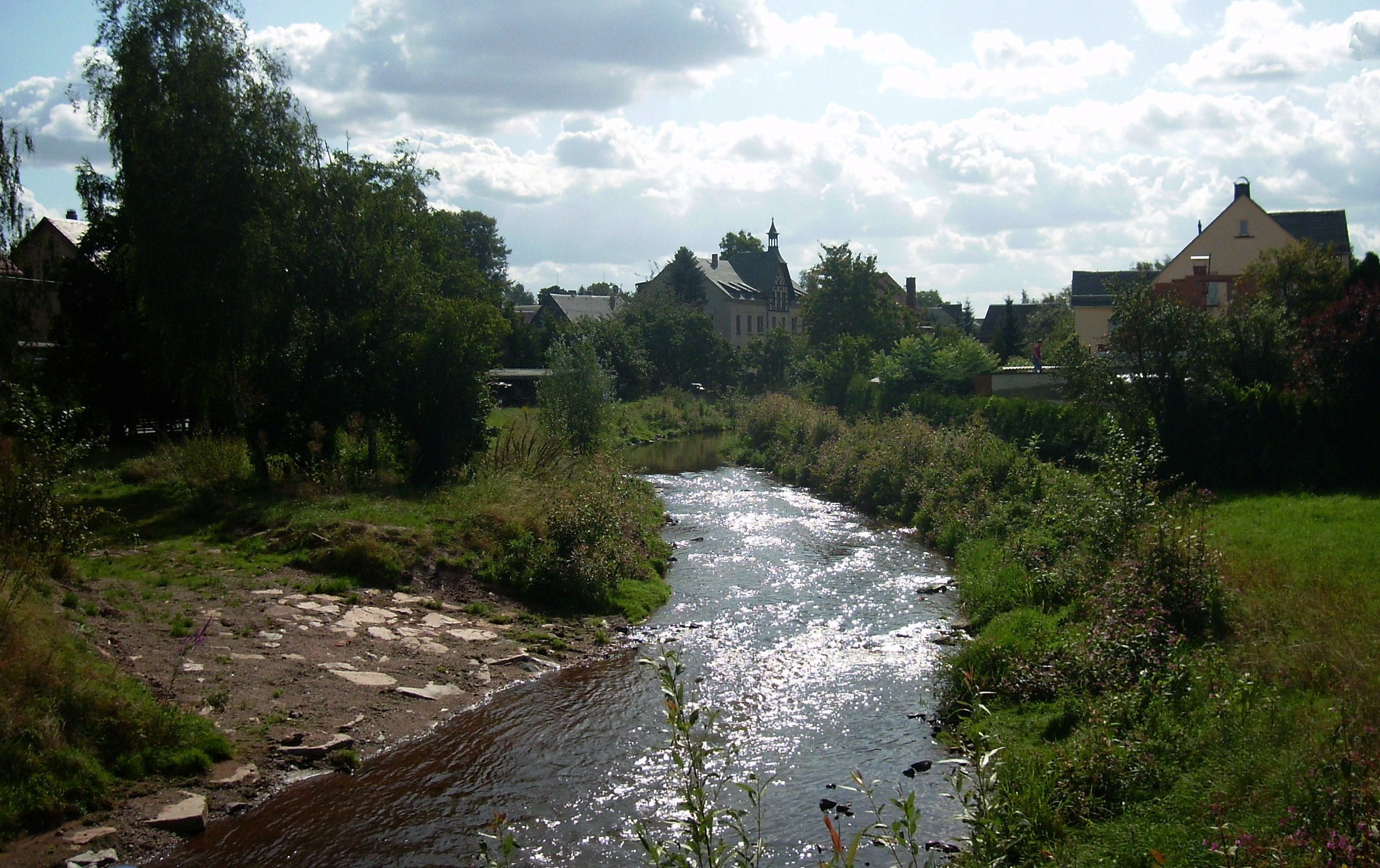
Lungwitzbach in Niederlungwitz

Die Liste der Kulturdenkmale in Niederlungwitz enthält die in der amtlichen Denkmalliste des Landesamtes für Denkmalpflege Sachsen ausgewiesenen Kulturdenkmale im Glauchauer Ortsteil Niederlungwitz.

## Legende
- Bild: Bild des Kulturdenkmals, ggf. zusätzlich mit einem Link zu weiteren Fotos des Kulturdenkmals im Medienarchiv Wikimedia Commons. Wenn man auf das Kamerasymbol klickt, können Fotos zu Kulturdenkmalen aus dieser Liste hochgeladen werden:
- Bezeichnung: Denkmalgeschützte Objekte und ggf. Bauwerksname des Kulturdenkmals
- Lage: Straßenname und Hausnummer oder Flurstücknummer des Kulturdenkmals. Die Grundsortierung der Liste erfolgt nach dieser Adresse. Der Link (Karte) führt zu verschiedenen Kartendiensten mit der Position des Kulturdenkmals. Fehlt dieser Link, wurden die Koordinaten noch nicht eingetragen. Sind diese bekannt, können sie über ein Tool mit einer Kartenansicht einfach nachgetragen werden. In dieser Kartenansicht sind Kulturdenkmale ohne Koordinaten mit einem roten bzw. orangen Marker dargestellt und können durch Verschieben auf die richtige Position in der Karte mit Koordinaten versehen werden. Kulturdenkmale ohne Bild sind an einem blauen bzw. roten Marker erkennbar.
- Datierung: Baubeginn, Fertigstellung, Datum der Erstnennung oder grobe zeitliche Einordnung entsprechend des Eintrags in der sächsischen Denkmaldatenbank
- Beschreibung: Kurzcharakteristik des Kulturdenkmals entsprechend des Eintrags in der sächsischen Denkmaldatenbank, ggf. ergänzt durch die dort nur selten veröffentlichten Erfassungstexte oder zusätzliche Informationen
- ID: Vom Landesamt für Denkmalpflege Sachsen vergebene, das Kulturdenkmal eindeutig identifizierende Objekt-Nummer. Der Link führt zum PDF-Denkmaldokument des Landesamtes für Denkmalpflege Sachsen. Bei ehemaligen Kulturdenkmalen können die Objektnummern unbekannt sein und deshalb fehlen bzw. die Links von aus der Datenbank entfernten Objektnummern ins Leere führen. Ein ggf. vorhandenes Icon  führt zu den Angaben des Kulturdenkmals bei Wikidata.

## Niederlungwitz
| Bild                                    | Bezeichnung | Lage                             | Datierung                                 | Beschreibung | ID       |
| --------------------------------------- | --- | -------------------------------- | ----------------------------------------- | --- | -------- |
| Direkt Bild zu diesem Denkmal hochladen | Bahnkörper, Kilometrierung und Signalanlagen (Sachgesamtheitsbestandteil der Sachgesamtheit Muldentalbahn)                                                                       | (Karte)                          | 1875                                      | Sachgesamtheitsbestandteil der Sachgesamtheit Muldentalbahn, Teilabschnitt Glauchau, OT Niederlungwitz (siehe auch Sachgesamtheit 09306181). Die Sachgesamtheit Muldentalbahn mit allen Bahnanlagen ist eine für die Industrieentwicklung des Muldentals wichtige und landschaftsbildende prägende Normalspurbahn, wirtschaftsgeschichtlich, eisenbahngeschichtlich, landschaftsgestaltend sowie regionalgeschichtlich von Bedeutung. | 09306402 |
|                                         | Denkmalschutzgebiet Waldhufendorf Niederlungwitz | (Karte)                          |                                           | Denkmalschutzgebiet Waldhufendorf Niederlungwitz | 09247655 |
| Direkt Bild zu diesem Denkmal hochladen | Wohnstallhaus (Umgebindehaus) eines Häusleranwesens | An der Mühle 3 (Karte)           | im Innern bezeichnet 1703                 | Eines der ältesten und am besten erhaltenen Fachwerkgebäude von Niederlungwitz, altertümliche Fachwerkkonstruktion (Kopfstreben), für die Region seltenes Umgebindehaus. Umgebinde erhalten, geblattete Kopfbänder, Scheunenanbau, Kellergewölbe, Erdgeschoss und ein Giebel massiv. | 09242153 |
| Direkt Bild zu diesem Denkmal hochladen | Scheune und Seitengebäude eines ehemaligen Vierseithofes | Forststraße 8 (Karte)            | 19. Jahrhundert                           | Baugeschichtlich und wirtschaftsgeschichtlich von Bedeutung, Fachwerkbauten. Stall wahrscheinlich mit Auszüglerwohnung. | 09242158 |
| Direkt Bild zu diesem Denkmal hochladen | Häuslerhaus | Glauchauer Straße 10 (Karte)     | 1. Hälfte 19. Jahrhundert                 | Baugeschichtlich und sozialgeschichtlich von Bedeutung, mit Fachwerk-Obergeschoss. Fachwerk, Erdgeschoss massiv. | 09242159 |
| Direkt Bild zu diesem Denkmal hochladen | Wohnhaus | Glauchauer Straße 12 (Karte)     | 1. Hälfte 19. Jahrhundert                 | Baugeschichtlich von Bedeutung, Fachwerkhaus. | 09242160 |
| Direkt Bild zu diesem Denkmal hochladen | Dreiseithof mit Wohnstallhaus (Umgebindehaus), Seitengebäude und Scheune | Hauptstraße 7 (Karte)            | um 1720 (Wohnstallhaus)                   | Baugeschichtlich und wirtschaftsgeschichtlich von Bedeutung, Ensemble von Fachwerkbauten, Wohnhaus mit einem für die Region seltenen Umgebinde. Umgebindehaus mit geschweiften Kopfbändern, geblattet, Obergeschoss gezapfte Streben, Ständer des Umgebindes auf Stein. | 09242161 |
|                                         | Häuslerhaus | Hauptstraße 9 (Karte)            | 19. Jahrhundert                           | Baugeschichtlich und sozialgeschichtlich von Bedeutung. | 09242162 |
|                                         | Häuslerhaus | Hauptstraße 12 (Karte)           | 19. Jahrhundert                           | Baugeschichtlich und sozialgeschichtlich von Bedeutung, mit Fachwerk-Obergeschoss. Neue, nicht denkmalgerechte Fenster. | 09242163 |
|                                         | Gasthof mit Saalanbau | Hauptstraße 15 (Karte)           | um 1905                                   | Baugeschichtlich und ortsgeschichtlich von Bedeutung, gründerzeitliches Gebäude. Mit Fachwerkgiebel und Dachreiter. | 09242164 |
| Direkt Bild zu diesem Denkmal hochladen | Wohnstallhaus und Seitengebäude eines Vierseithofes | Hauptstraße 17 (Karte)           | 1. Hälfte 19. Jahrhundert                 | Baugeschichtlich von Bedeutung, Fachwerkbauten. Seitengebäude Fachwerk-Obergeschoss mit Tür. | 09242165 |
| Direkt Bild zu diesem Denkmal hochladen | Wohnstallhaus | Hauptstraße 25 (Karte)           | 19. Jahrhundert                           | Baugeschichtlich von Bedeutung. Garageneinbau entstellend, rückbaubar. | 09242166 |
| Direkt Bild zu diesem Denkmal hochladen | Villa mit Einfriedung | Hauptstraße 28 (Karte)           | um 1905                                   | Baugeschichtlich von Bedeutung, im späthistoristischen Stil, mit Fachwerkelementen. Säulen am Eingang, Hausecken mit Köpfchen verziert, farbiges Glas an Haustür, Fachwerk im Obergeschoss, Giebeldreieck verbrettert, Zaun original, Anbau entstellend, rückbaubar. | 09242167 |
| Direkt Bild zu diesem Denkmal hochladen | Doppelwohnhaus | Hauptstraße 31; 32 (Karte)       | um 1905                                   | Baugeschichtlich von Bedeutung, gründerzeitliche Putzbauten mit Ziegelgliederungen. Zwerchgiebel, Sichtziegelmauerwerk, Gewände, Lisenen, Sockel Ziegelmauerwerk. | 09242168 |
| Direkt Bild zu diesem Denkmal hochladen | Häuslerhaus | Hauptstraße 35 (Karte)           | 18. Jahrhundert                           | Baugeschichtlich und sozialgeschichtlich von Bedeutung, Obergeschoss mit altertümlicher Fachwerkkonstruktion (Kopfstreben). Geblattete Kopfbänder, Türgewände fehlt, Satteldach. | 09242169 |
| Direkt Bild zu diesem Denkmal hochladen | Wohnstallhaus, Scheune und Seitengebäude eines Vierseithofes | Hauptstraße 38 (Karte)           | um 1850 (Wohnstallhaus)                   | Ländliche Wohn- und Wirtschaftsgebäude in Fachwerkbauweise, baugeschichtlich und heimatgeschichtlich von Bedeutung. Pferdestall mit Kumthalle und Durchfahrt, alle Krüppelwalmdach, Wohnhausstall mit preußischer Kappe, Pferdestall und Torbogen vor 2010 abgebrochen. | 09242170 |
| Direkt Bild zu diesem Denkmal hochladen | Seitengebäude eines Bauernhofes | Hauptstraße 42 (Karte)           | 1. Hälfte 19. Jahrhundert                 | Baugeschichtlich von Bedeutung, Fachwerkgebäude. Wahrscheinlich Auszüglerwohnung, Tür im Obergeschoss, Lage zur Mühle wichtig. | 09242171 |
| Direkt Bild zu diesem Denkmal hochladen | Scheune eines ehemaligen Bauernhofes | Hauptstraße 53 (Karte)           | 1. Hälfte 18. Jahrhundert                 | Baugeschichtlich von Bedeutung, Fachwerkscheune von hohem Alter (geblattete Kopfstreben und gekreuzte Streben), Seltenheitswert. Geblattete Kopfbänder am Giebel, geblattete Kopfbänder gekreuzt von Streben an Traufe, Satteldach, gefährdet – weil restliches Gebäude schon abgebrochen (Oktober 1998: steht noch). | 09242172 |
| Direkt Bild zu diesem Denkmal hochladen | Scheune und zwei Seitengebäude eines Vierseithofes | Hauptstraße 54 (Karte)           | 1. Hälfte 18. Jahrhundert                 | Baugeschichtlich und wirtschaftsgeschichtlich von Bedeutung, Fachwerkgebäude, ein Seitengebäude mit altertümlicher Fachwerkkonstruktion. - Scheune und erstes Seitengebäude: Kleine Gebäude, gezapfte Verbindungen, - Zweites Seitengebäude: Stall, ehemals Laubengang, Kopfbänder geblattet, Schwelle mit Schiffchenkehlen, Obergeschoss Fachwerk teilweise verbrettert, Garageneinbau. | 09242173 |
| Direkt Bild zu diesem Denkmal hochladen | Wohnstallhaus, Stallgebäude und Toreinfahrt eines Bauernhofes | Hauptstraße 55 (Karte)           | um 1900 (Wohnstallhaus)                   | Baugeschichtlich von Bedeutung, Seitengebäude mit Fachwerk-Obergeschoss, Wohnhaus massiv mit Drillingsfenster im Giebel. - Wohnhaus: Massiv, Satteldach, Erdgeschoss Gewände Porphyr, Nische am Giebel, drei rundbogig gekoppelte Fenster, Torpfeiler mit Steinkugeln, - Stallgebäude: Wahrscheinlich Auszüglerwohnung, Erdgeschoss massiv, Obergeschoss Fachwerk, Satteldach, einfache Gestaltung. | 09242174 |
| Direkt Bild zu diesem Denkmal hochladen | Vierseithof mit Wohnstallhaus, Scheune, Seitengebäude und Stallgebäude (mit Oberlaube)                                                                                           | Hauptstraße 56 (Karte)           | Mitte 19. Jahrhundert (Wohnstallhaus)     | Baugeschichtlich und wirtschaftsgeschichtlich von Bedeutung, Fachwerkbauten, geschlossen erhaltener Vierseithof in gutem Originalzustand mit seltenen Baudetails (Oberlaube). Die Gebäude des Hofes wurden zu verschiedenen Zeiten erbaut. Das älteste Gebäude ist vermutlich das Seitengebäude mit Laubengang. Anhand des Baubefundes muss eine Erbauungszeit um 1700 angenommen werden. Das Wohnstallhaus und die Scheune wurden vermutlich um 1800 errichtet, das zweite Seitengebäude wurde laut Datierung am Bau 1907 errichtet. Die anderen Datierungen beruhen auf vergleichender Schätzung der Bauwerke. Urkunden standen nicht zur Verfügung, an den Gebäuden befanden sich keine Datierungsangaben. - Wohnstallhaus: Traufseitig zur Hauptstraße stehendes zweigeschossiges, längsrechteckiges Gebäude mit verkleidetem Fachwerkobergeschoss und massivem Erdgeschoss. Abgeschlossen wird das Gebäude durch ein hohes, wohlproportioniertes Krüppelwalmdach. An der Hofseite auf dem Dach Getreideaufzug erhalten. Eine Besonderheit bilden die im Inneren erhaltenen Kreuzgratgewölbe im Hausflur. - Seitengebäude mit Laubengang: Wertvollstes und ältestes Gebäude des Hofes. Zweigeschossiger, längsrechteckiger Bau mit siebenjochiger Oberlaube mit aufgeblatteten Kopfstreben und verbretterten Brüstungsfeldern. Das Erdgeschoss wurde massiv unterfahren. Durch diese Baumaßnahme wurde auch der Laubengang unterfahren, so dass er heute nicht mehr vorkragt. Die am Rähm des Erdgeschosses erhalten gebliebenen Blattsassen geben einen eindeutigen Hinweis darauf, dass dieses Gebäude ursprünglich ein Fachwerkerdgeschoss besaß. Weiterhin belegt die Art der Holzverbindung durch Aufblattung, dass dieses Gebäude vor 1750 errichtet wurde. In Niederlungwitz blieben drei Laubengänge in gutem Originalzustand erhalten. Auch in den benachbarten Ortschaften wurden Seitengebäude mit Laubengängen inzwischen selten, so dass sich aus der Singularität dieser Bauweise ein besonderes öffentliches Erhaltungsinteresse ergibt. - Scheune: Eingeschossiger Fachwerkbau mit Holztoren und Krüppelwalmdachabschluss, der Giebel ist verkleidet. Es handelt sich hierbei um einen landschaftstypischen Scheunenbau in gutem Originalzustand. - Seitengebäude mit Remise: Zweigeschossiger Fachwerkbau mit massivem Erdgeschoss. Das Fachwerk im Obergeschoss mit Tür zum Bergen des Erntegutes. Im Erdgeschoss Remise. Das Gebäude wird durch Satteldach abgeschlossen. Der straßenseitige Giebel wurde als massiver Ziergiebel ausgebildet. Im Erdgeschoss dieses Gebäudes wurde ein Blumenladen untergebracht, der eine sinnvolle Nutzung dieses nicht mehr der Landwirtschaft dienenden Seitengebäudes darstellt. Eine wesentliche Beeinträchtigung des Baubestandes ist nicht feststellbar. Dieses Gehöft gehört zum ursprünglichen Bestand des Waldhufendorfes Niederlungwitz. Entlang der Hauptstraße reiht sich ein Bauernhof an den anderen. Die zum Zeitpunkt der Denkmalerfassung gut erhaltene Dorfstruktur veranlasste dazu, ein Denkmalschutzgebiet vorzuschlagen, zu dem oben genannter Hof gehört. Das Bauerngut Hauptstr. 56 gehört zu den besterhaltenen Gehöften dieses Ortes, die in denkmalgerechter Art saniert wurden. Der Denkmalwert des Bauernhofes ergibt sich damit aus seinem wissenschaftlichen Wert als geschlossen erhaltene Vierseithofanlage mit weitestgehend original erhaltenen Wohn- und Wirtschaftsgebäuden sowie aus der Singularität des Laubenganges und aus dem hohen Alter des alten Seitengebäudes. Weiterhin ist die landschaftsgestaltende Bedeutung dieses Hofes anzuführen als Bestandteil des geschlossen erhaltenen Dorfensembles. (LFD/1995) | 09242175 |
| Direkt Bild zu diesem Denkmal hochladen | Vierseithof mit Wohnstallhaus (Nr. 57), Seitengebäude, Scheune, Seitengebäude (Nr. 57a) und Göpelbahn sowie zusätzliche Scheune (Nr. 56b) neben dem Hof                          | Hauptstraße 56b; 57; 57a (Karte) | um 1850 (Wohnstallhaus)                   | Baugeschichtlich und wirtschaftsgeschichtlich von Bedeutung, weitgehend geschlossen erhaltener Bauernhof in Fachwerkbauweise, einige Gebäude mit altertümlicher Fachwerkkonstruktion (Kopfstreben). - Wohnhaus: Erdgeschoss massiv, Obergeschoss Fachwerk, Satteldach, - Seitengebäude: Stall/Scheune wahrscheinlich Auszüglerwohnung, Erdgeschoss massiv, Obergeschoss Fachwerk, Kopfbänder geblattet, - Scheune: Geblattete Kopfbänder, gekreuzt von Streben, Durchfahrt, Satteldach, - Seitengebäude: Mit Auszüglerwohnung, preußische Kappen, ursprünglich Kreuzgewölbe, Pflasterring für Pferdegöpel im Hof. | 09242176 |
|                                         | Wohnstallhaus, Seitengebäude, Stallgebäude und Torbogen eines Vierseithofes | Hauptstraße 59 (Karte)           | um 1830 (Wohnstallhaus)                   | Baugeschichtlich und wirtschaftsgeschichtlich von Bedeutung, weitgehend geschlossen erhaltener Bauernhof, Fachwerkbauten, strebenreiches Fachwerk. - Wohnhaus: Erdgeschoss massiv, Obergeschoss Fachwerk, Satteldach, Türgewände fehlt, Stalltür Gewände, Stall mit preußischer Kappe, Erdgeschoss massiv, Obergeschoss Fachwerk, Satteldach, Schiebefenster, Torbogen Stein, - Seitengebäude: Mit Durchfahrt und Stall, eventuell Auszüglerwohnung, Erdgeschoss massiv, Obergeschoss Fachwerk, Tür im Obergeschoss, neben Stall Nische. | 09242177 |
|                                         | Wohnstallhaus, Seitengebäude mit Durchfahrt und Scheune eines Vierseithofes | Hauptstraße 64 (Karte)           | um 1800                                   | Baugeschichtlich und wirtschaftsgeschichtlich von Bedeutung, weitgehend geschlossen erhaltener Bauernhof, Fachwerkbauten, strebenreiches Fachwerk. - Wohnhaus: Erdgeschoss massiv, Obergeschoss Fachwerk, Satteldach, Ladeluke, Stall mit preußischem Kappengewölbe, Wasserhaus, holzreiches Fachwerk, * Seitengebäude: Schiebefenster, Erdgeschoss massiv, Obergeschoss Fachwerk, Anbau Ende 19. Jahrhundert Durchfahrt zugebaut, Vierseithof wird gebildet mit Wohnhaus An der Mühle 4 (Flstk. 132/2, Neubau, kein Denkmal). | 09242178 |
| Direkt Bild zu diesem Denkmal hochladen | Wohnstallhaus, Scheune mit Durchfahrt und Seitengebäude eines Vierseithofes | Hohensteiner Straße 4 (Karte)    | um 1800                                   | Baugeschichtlich und wirtschaftsgeschichtlich von Bedeutung, weitgehend geschlossen erhaltener Bauernhof, ortsbildprägende Fachwerkbauten, strebenreiches Fachwerk. - Wohnhaus: Erdgeschoss massiv, Obergeschoss Fachwerk, schöner Giebel, Satteldach, liegender Stuhl, - Scheune: Mit Durchfahrt, Obergeschosslaube, sieben rundbogige Öffnungen, - Seitengebäude: Wahrscheinlich mit Auszüglerwohnung, Satteldach, Tür im Obergeschoss. Alle Gebäude Erdgeschoss massiv, Obergeschoss Fachwerk, konnte nicht besichtigt werden, Bauernhof. gefährdet | 09242185 |
| Direkt Bild zu diesem Denkmal hochladen | Wohnstallhaus, Stallgebäude und Seitengebäude eines ehemaligen Vierseithofes | Hohensteiner Straße 5 (Karte)    | 1. Hälfte 19. Jahrhundert                 | Baugeschichtlich und wirtschaftsgeschichtlich von Bedeutung, weitgehend geschlossen erhaltene Hofanlage von Fachwerkbauten, Wohnstallhaus ein ehemaliges Umgebindehaus. - Wohnstallhaus: Ehemals Umgebinde, Krüppelwalmdach, Fenstereinbauten, Giebel verschiefert, Ladeluke im Dach, - Scheune: Mit aufgeblatteten Kopfbändern, hohes Krüppelwalmdach, - Seitengebäude: Wahrscheinlich mit Auszüglerkammern, Satteldach, - Seitengebäude mit Schweinestall: Krüppelwalmdach, Wohnhaus Fenstereinbauten, Giebel verschiefert, Ladeluke im Dach. Abbruchgenehmigung Scheune wurde erteilt, Scheune vor 2010 abgebrochen. | 09242186 |
| Direkt Bild zu diesem Denkmal hochladen | Wohnstallhaus, Seitengebäude, Stallgebäude (Torhaus), Scheune und Torbogen eines Vierseithofes                                                                                   | Hohensteiner Straße 8 (Karte)    | um 1860 (Wohnstallhaus)                   | Baugeschichtlich und wirtschaftsgeschichtlich von Bedeutung, geschlossen erhaltener Bauernhof, straßenbildprägende Fachwerkbauten. - Wohnhaus: Erdgeschoss massiv, Obergeschoss Fachwerk, Türgewände zum Teil zerstört, Krüppelwalmdach, - Seitengebäude: Mit Auszüglerwohnung, im Verfall, - Scheune: Hofseitig umgebaut, - Torhaus: Feuchteschäden, Hoftor Bruchsteinmauerwerk, Bogen aus Ziegelsteinen, außen Putzquaderung, Stark gefährdet! Straßenbild! | 09242187 |
| Direkt Bild zu diesem Denkmal hochladen | Wohnstallhaus, Scheune und Seitengebäude eines Dreiseithofes | Hohensteiner Straße 13 (Karte)   | bezeichnet 1860 (Wohnstallhaus)           | Baugeschichtlich und wirtschaftsgeschichtlich von Bedeutung, geschlossen erhaltener kleiner Dreiseithof in Fachwerkbauweise. - Wohnhaus: Erdgeschoss massiv, Obergeschoss Fachwerk, am Balken datiert, Satteldach, teilweise verschiefert, große Fenster eingebaut und Anbau an rückseitigen Giebel, - Scheune: Fachwerk, Durchfahrt, Drehflügel, - Seitengebäude: Stall/Scheune, eventuell Auszüglerwohnung, geschwungene Streben, alle Satteldächer, Hoftor. | 09242188 |
| Direkt Bild zu diesem Denkmal hochladen | Wohnstallhaus eines Häusleranwesens | Lobsdorfer Straße 1 (Karte)      | 18. Jahrhundert                           | Baugeschichtlich und sozialgeschichtlich von Bedeutung, Fachwerkhaus. Teilweise geblattete und gezapfte Holzverbindungen, Scheunenanbau, an hinterer Traufseite entstellender Anbau. | 09242155 |
| Direkt Bild zu diesem Denkmal hochladen | Wohnstallhaus eines Häusleranwesens | Lobsdorfer Straße 3 (Karte)      | Vermutlich 1764                           | Baugeschichtlich von Bedeutung, strebenreiches Fachwerk-Obergeschoss, ehemaliges Umgebindehaus. Ehemals Umgebinde, gezapfte Verbindungen, Frackdach, entstellend verändert, rückbaubar. | 09242156 |
| Weitere Bilder                          | Papiermühle mit Fabrikations- und Wohngebäude, Wirtschaftsgebäude (Stallgebäude) sowie Arbeitsgebäude (mit Trockenräumen) mit Anbau                                              | Mühlenstraße 1 (Karte)           | bezeichnet 1741, Umbau 1892 (Mühle)       | Baugeschichtlich, ortsgeschichtlich und ortsbildprägend von Bedeutung, Mühlengebäude nach Brand im Stil der Gründerzeit Ende des 19. Jahrhunderts wieder aufgebaut (barockes Türportal blieb erhalten), technisches Denkmal, historische Papiermühlentechnik des 19./20. Jahrhunderts erhalten. Wohngebäude mit Türgewände, Lüftungsklappen im Mansarddach, Ausstattung, Psalm 115 als Spruch über Tür, Besitzer Christian Vodel (Grabsteine auf Friedhof), Trockenräume im Fachwerkhaus, 1892 Wohngebäude abgebrannt und wieder aufgebaut. | 09242189 |
| Direkt Bild zu diesem Denkmal hochladen | Häuslerhaus | Mühlenstraße 5 (Karte)           | 19. Jahrhundert                           | Baugeschichtlich und sozialgeschichtlich von Bedeutung, mit Fachwerk-Obergeschoss. | 09242190 |
| Direkt Bild zu diesem Denkmal hochladen | Häuslerhaus | Mühlenstraße 10e (Karte)         | um 1800                                   | Baugeschichtlich und sozialgeschichtlich von Bedeutung, mit Fachwerk-Obergeschoss. Sehr schöne Eingangstür. | 09242182 |
| Direkt Bild zu diesem Denkmal hochladen | Häuslerhaus | Mühlenstraße 10g (Karte)         | 19. Jahrhundert                           | Baugeschichtlich von Bedeutung, mit Fachwerk-Obergeschoss. | 09242183 |
| Direkt Bild zu diesem Denkmal hochladen | Häuslerhaus | Mühlenstraße 10h (Karte)         | 19. Jahrhundert                           | Baugeschichtlich und sozialgeschichtlich von Bedeutung, mit Fachwerk-Obergeschoss. Anbau an Traufseite. | 09242184 |
| Direkt Bild zu diesem Denkmal hochladen | Häuslerhaus | Mühlenstraße 11 (Karte)          | 19. Jahrhundert                           | Baugeschichtlich und sozialgeschichtlich von Bedeutung, mit Fachwerk-Obergeschoss. | 09242191 |
| Weitere Bilder                          | Mühle (ehemaligen Brotfabrik und Schneidemühle) mit Mahlmühlengebäude mit Anbau (Schneidemühle), Mühlgraben, Resten des Mühlteichs sowie Flusswehr mit aller zugehöriger Technik | Mühlenstraße 18 (Karte)          | bezeichnet 1739                           | Vollständig erhaltener Mühlenkomplex mit bedeutenden baulichen und technischen Bestandteilen des 18. und 19. Jahrhunderts von überregionaler technikgeschichtlicher sowie herausragender ortsgeschichtlicher und landschaftsprägender Bedeutung, singulär in Sachsen in seiner besonderen technischen Ausstattung und Komplexität, barockes Gebäude mit Fachwerk-Obergeschoss. - Geschichte: Forschungen des Heimatforschers Fritz Resch ergaben, dass die Mühle erstmals 1489 erwähnt wurde. Vermutlich stand an Stelle der heutigen Mühle seit 1489 bis 1739 ein Vorgängerbau der heutigen Mühle. Es fehlen Hinweise auf eine mögliche Zerstörung des Vorgängerbaus. 1739 wird ein Neubau am alten Standort aufgeführt, der mit nur unwesentlichen Veränderungen heute noch erhalten ist. Diese Mühle entsprach dem Stand der Mühlenbaukunst des 18. Jahrhunderts. Bauherr des Ersatzneubaus war der Müller Johann Gottfried Rabe, der die Mühle als Panstermühle mit zwei Pansterwerken 1739 neu errichten ließ. Am Türportal weist die folgende Inschrift auf den Bauherrn hin: „Die Mühle ist von Grund heraus erbaut worden von Mstr. Johann Gottfried Raben AO 1739“. 1771 wurden der Nordgiebel und die Pansterwerke während eines starken Hochwassers zerstört. Die Pansterwerke wurden nicht mehr eingebaut und der Nordgiebel wurde statt in Fachwerkbauweise als Ziegelwand aufgeführt. - Mühle: Wie oben bereits genannt, ein 1739 durch Johann Gottfried Raben errichtetes Fachwerkhaus, welches im Wesentlichen original erhalten geblieben ist. Das Erdgeschoss ist heute massiv in Ziegelbauweise aufgeführt. Das Türportal aus dem Jahr 1739 sowie die Ausbildung der Fensterlaibungen im Inneren und andere Baudetails legen die Vermutung nahe, dass das Erdgeschoss bereits 1729 massiv aufgeführt wurde. Das Fachwerk im Obergeschoss mit engstehenden Ständern und demnach schmalen Gefachen ist typisch für die erste Hälfte des 18. Jahrhunderts. Abgeschlossen wird das Gebäude durch ein hohes Krüppelwalmdach. Laut vorliegender Baugenehmigung vom Dezember 1913 wurde bis Februar 1914 an der Westseite ein aus Fachwerk mit Ziegelausmauerung versehener Anbau angefügt. Dabei wurde der um 1865 von der Westseite in das Gebäude eingebaute große zweischüssige altdeutsche Backofen mit einer Einhausung und Überdachung aus massivem Mauerwerk mit Schieferdach versehen. - Schneidemühle (Mühlenstr. 18): Sägegatter 1895 durch die Firma Berthold aus Neukirch/Lausitz hergestellt. - Mühlenspeicher (Mühlenstr. 19): 1898 erbauter Neubau an Stelle des Vorgängerbaus. Zweigeschossiger massiver Putzbau mit Krüppelwalmdach mit Schwebegiebeln in sehr gutem Originalzustand. Im Inneren Treppenhaus, Raumstrukturen und Türen erhalten. - Mühlentechnik: In dem 1735 erschienenen Werk zur Mühlenbaukunst des Zwickauer Wissenschaftlers Jacob Leubold „Theatrum Machinarum Molarium oder Schauplatz der Mühlen-Bau-Kunst“ wird die Technik der Panstermühle dargestellt. Die Technik der Niederlungwitzer Mühle entsprach der dargestellten Technik dieses Werkes. „Die spezielle Konstruktionsweise und Sinnfälligkeit der Pansterwerke ergibt sich aus der Notwendigkeit auf unterschiedliche Wasserdurchflussmengen reagieren zu können. Einzige technische Möglichkeit der damaligen Tage war die Herstellung eines in der Höhe verstellbaren Wasserradwerkes.“ (Christian Metzeroth, Manuskript 2009) Nach Auffassung Metzeroths gäbe es in Sachsen „kein funktionsfähiges Demonstarationsmodell für die Funktion von Pansterwerken mit Ziehpanster mehr“. Der Lungwitzbach weist erhebliche Schwankungen der Wassermenge auf, so dass „das Pansterwerk die ideale Konstruktion zur Anpassung der Mühle an das Gewässer“ war. Im Zeitraum zwischen 1489 und 1739 wurde die Mühle mit Sicherheit von ein oder zwei unterschlächtigen „Stabrädern“ angetrieben. Die Technik dazu wird im gleichen Werk, wie oben genannt, von Jacob Leupold beschrieben. Von 1739 bis 1771 arbeitete die Mühle mit Pansterwerken. Die Pansterschlitze in der Grabenmauer an der Nordseite sind noch vorhanden. Nach 1771 erhielt sie, durch den ersten Wehrbau ermöglicht, zwei oberschlächtige Wasserräder, die 1922 gegen eine Francisturbine mit bis zu 54 PS ausgetauscht wurden. Vom 2 m breiten hölzernen Aufschlaggerinne der 1922 ausgebauten Wasserräder sind zwischen Sägewerk und Mühle 2009 in Folge einer 1922 erfolgten Überdachung noch rund 8 m im Originalbestand erhalten. Da ein hölzernes Gerinne bei Mühlen nur eine Lebensdauer von 20 bis 30 Jahren hat, ist dieses so bewahrte Reststück eine Einmaligkeit. - Flußwehr: 1897 Ersatz des hölzernen Flußwehrs durch ein neues Wehr (Faster-Heimwehr). Dieses Wehr bestand bis zum Hochwasser 1954. Das Wehr nahm dabei allerdings nur wenigen Schaden. „Der an der Wehrschwelle 23 m breite, 50 m lange und 3,1 Meter Gefälle aufweisende Abschußboden sowie die Abgrenzungen aus Bruchsteinmauerwerk blieben bis 2002 unverändert.“ Heute sind noch die zwischen den Bruchsteinen liegenden Eichenbalken der hölzernen Grundkonstruktion des Wehrs erkennbar. Die Abgrenzung wurde, bedingt durch bauliche Eingriffe beim Augusthochwasser 2002, stark zerstört und danach notdürftig wieder hergestellt. Der Wehrteich wurde 1957 rekonstruiert und vollständig bereinigt. Durch verschiedene Umstände kam es zu einer fast 70-prozentigen Verlandung des Mühlteichs. Die Wehranlage wurde laut Planzeichnungen 1897 im Auftrag des Mühleneigentümers Robert Ernst Medicke erbaut. - Mühlgraben: Der Mühlgraben hat eine Länge von 935 Metern und befindet sich auf dem Flurstück 243. Der Graben ist heute noch vollständig erhalten. Der Verlauf des Grabens und seine grundsätzliche Ausprägung blieben in den mehr als 500 Jahren seiner Nutzung im Wesentlichen unverändert. Die im Wasserbuch von 1922 aufgeführten technischen Einrichtungen des Mühlgrabens sind vollständig und in gleicher Form vorhanden. - Einlaufbauwerk: Aus Wasserteiler und Einlaufgerinne bestehender monolithisch hergestellter Graben mit umlaufender Nut für die Aufnahme der Schieberbrücke. 2002 wurde eine neue Schieberanlage nach altem Vorbild am originalen Ort eingebaut. - Freifluter im Obergraben: Hierbei handelt es sich um eine Überlaufleitung vom Mühlgraben in das Hauptgewässer zum Schutz der Anlieger. Das Rohr des Freifluter ist noch erhalten. - Zulaufgerinne, Sohlenbefestigung, Einlaufschwelle, Freikanal und Höhenbolzen (dient der Vermessung): Diese Teile von 1922 blieben erhalten. Der ca. 935 m lange Mühlgraben befindet sich im Besitz der Obermühle. Er gliedert sich in ca. 475 m Graben oberhalb der Mühle (Obergraben) und ca. 460 m Graben unterhalb der Mühle (Untergraben). Ein weiterer Mühlgraben von rund 2,0 km Länge schließt sich direkt an und führt das Wasser weiter zur unteren oder Papiermühle. Der heute von der Obermühle genutzte Abschlag zur Rückführung des Grabenwassers auf den Lungwitzbach liegt ca. 150 m auf dem Graben der unteren Mühle. Zusammenfassend kann festgestellt werden, dass die Situation am Wehr und am Mühlgraben dem Bestand von 1897 entspricht. Auf Grund seines über 500jährigen Bestands und seiner nunmehr teilweise über 100-jährigen technischen Ausstattung kommt dem Mühlgraben ein großer technikgeschichtlicher, ortsgeschichtlicher sowie ortsbildprägender Wert zu. Denkmalwert: Mahlmühlen mit vier Gängen, mit Sägewerk und historischer Brotfabrik mit vergleichbarem geschlossenen Baucharakter und Erhaltungszustand, die den Stand der Technik des 18. Jh. dokumentieren sind zumindest in Sachsen kaum noch oder nicht mehr anzutreffen. Damit ist die Niederlungwitzer Obermühle St. Peter singulär. Integraler Bestandteil der Mühle sind der Mühlgraben, der Mühlteich (wenn auch gegenwärtig teils verlandet) sowie das Flußwehr mit allen zugehörigen Anlagenteilen. Nur durch diese Teile wird der gesamte Produktionsprozess einer Mühle erkennbar. Vielfach gingen gerade diese Anlagenteile oder andere Bestandteile der Mühle verloren, so dass Ensemble wie die Obermühle St. Peter in Sachsen immer seltener werden. (LfD/2013) | 09242192 |
| Weitere Bilder                          | Wohnhaus (mit Lagerräumen und Laden, ehemaliger Mühlenspeicher der benachbarten Mühle Mühlenstraße 18)                                                                           | Mühlenstraße 19 (Karte)          | 1898                                      | Baugeschichtlich von Bedeutung, Gründerzeitgebäude, als ehemaliger Teil der Obermühle von ortshistorischer Bedeutung. Gehörte zur Mühle, Ladeneinbau später, Hintergebäude mit Lagerräumen dreistöckig für Mehl und Getreide, Stall und Scheune, Zwerchgiebel, Türen, Treppenaufgang original, Dach mit Holzkonstruktion, gelbes Ziegelmauerwerk, Betongewände. | 09242193 |
| Direkt Bild zu diesem Denkmal hochladen | Vierseithof mit Wohnstallhaus, Durchfahrtscheune, Seitengebäude und Scheune | Rothmühlenweg 3 (Karte)          | um 1800 (Wohnstallhaus)                   | Baugeschichtlich und wirtschaftsgeschichtlich von Bedeutung, geschlossen erhaltener Vierseithof in Fachwerkbauweise. Wohnhaus mit Waschhausanbau, Inschrift an Schwelle, Scheune mit Kniestock. | 09242194 |
| Direkt Bild zu diesem Denkmal hochladen | Wohnstallhaus eines ehemaligen Vierseithofes | Rothmühlenweg 4 (Karte)          | um 1720                                   | Baugeschichtlich von Bedeutung, altertümliche Fachwerkkonstruktion (Kopfstreben). Lange Kopfbänder aufgeblattet, Reste thüringischer Leiter, Streben gezapft. | 09242195 |
| Direkt Bild zu diesem Denkmal hochladen | Häuslerhaus | Schillerstraße 6 (Karte)         | um 1800                                   | Baugeschichtlich von Bedeutung, strebenreiches Fachwerk. | 09242196 |
| Weitere Bilder                          | Kirche mit Ausstattung | St.-Petri-Platz (Karte)          | romanisch, später überformt               | Baugeschichtlich, ortsgeschichtlich und ortsbildprägend von Bedeutung, im Kern romanische Saalkirche, barock überformt. 1875 und 1960 restauriert, an Putzdecke zwei gemalte Medaillons mit Dreieinigkeit und Jüngstem Gericht von 1732, eingeschossige Empore an drei Seiten, Südseite reich ornamentierte Loge, Dachreiter, Altar Ende 18. Jahrhundert, einfache Gestaltung, mit zwei Figuren bekrönt. | 09242179 |
| Direkt Bild zu diesem Denkmal hochladen | Wohnstallhaus, Scheune und Seitengebäude eines Vierseithofes | St.-Petri-Platz 4 (Karte)        | 1. Hälfte 19. Jahrhundert (Wohnstallhaus) | Baugeschichtlich und wirtschaftsgeschichtlich von Bedeutung, Fachwerkgebäude in ortsbildprägender Lage nahe der Kirche. - Wohnhaus: Erdgeschoss massiv, Obergeschoss Fachwerk, Türgewände fehlen, großes Fenster im Obergeschoss, - Seitengebäude: Mit Tordurchfahrt, Stall, eventuell Auszüglerwohnung, Taubenhaus, - Scheune: Kniestock, alle Satteldächer, verziertes Tor. Gebäude gefährdet. | 09242180 |
| Direkt Bild zu diesem Denkmal hochladen | Mietshaus mit Einfriedung | Straße des Friedens 2 (Karte)    | um 1900                                   | Baugeschichtlich von Bedeutung, Gründerzeitgebäude. Zwerchgiebel, Sockel mit Eckquaderung, Porphyr, Mittelrisalit | 09242197 |
| Direkt Bild zu diesem Denkmal hochladen | Villa | Straße des Friedens 12 (Karte)   | bezeichnet 1905                           | Baugeschichtlich von Bedeutung, Gründerzeitgebäude mit Fachwerkelementen. Zierfachwerk, farbige Glasfenster auch in einer Tür, Bleiglas, Treppenaufgang mit Steinkugeln. | 09242198 |
| Direkt Bild zu diesem Denkmal hochladen | Wohnhaus | Straße des Friedens 19 (Karte)   | 1. Hälfte 19. Jahrhundert                 | Baugeschichtlich von Bedeutung, mit Fachwerk-Obergeschoss. Fachwerk, Erdgeschoss massiv. | 09242199 |
| Direkt Bild zu diesem Denkmal hochladen | Häuslerhaus | Straße des Friedens 25 (Karte)   | Anfang 19. Jahrhundert                    | Baugeschichtlich und sozialgeschichtlich von Bedeutung, mit Fachwerk-Obergeschoss. Fachwerk/Erdgeschoss massiv. | 09242201 |
| Direkt Bild zu diesem Denkmal hochladen | Villa und Reste der Einfriedung | Straße des Friedens 33 (Karte)   | 1920er Jahre                              | Baugeschichtlich von Bedeutung, im traditionalistischen Stil der 1920er Jahre. Original erhalten, zum Beispiel Holzläden, Eingangstür, Putzquaderung, Zaunsäulen, und anderes. | 09242202 |
| Direkt Bild zu diesem Denkmal hochladen | Wohnstallhaus und Seitengebäude eines Häusleranwesens | Straße des Friedens 67 (Karte)   | 1. Hälfte 18. Jahrhundert                 | Baugeschichtlich und sozialgeschichtlich von Bedeutung, Fachwerkbauten. Kopfbänder mit Hakenblatt, Schwelle kielbogenartig ausgekehlt, profiliert, geblattete Verbindungen, Seitengebäude klein, gezapfte Verbindungen. | 09242154 |
| Direkt Bild zu diesem Denkmal hochladen | Häuslerhaus | Teichgasse 2 (Karte)             | 19. Jahrhundert                           | Baugeschichtlich und sozialgeschichtlich von Bedeutung, mit Fachwerk-Obergeschoss. Häuslerhaus | 09242205 |
| Direkt Bild zu diesem Denkmal hochladen | Häuslerhaus | Teichgasse 4 (Karte)             | 19. Jahrhundert                           | Baugeschichtlich und sozialgeschichtlich von Bedeutung, mit Fachwerk-Obergeschoss. Fachwerk/Erdgeschoss massiv, kleines Haus, gefährdet. | 09242206 |
| Direkt Bild zu diesem Denkmal hochladen | Wohnstallhaus eines Häusleranwesens | Zum Vierseithof 4 (Karte)        | Anfang 18. Jahrhundert                    | Baugeschichtlich von Bedeutung, mit Fachwerk-Obergeschoss in altertümlicher Konstruktion (Kopfstreben). Kopfbänder klein geblattet, hohes Satteldach, Anbau an Giebel zu Doppelhaus. | 09242203 |
|                                         | Vierseithof mit Wohnstallhaus, Scheune, ehemaligem Schafstall, Blockspeicher, Seitengebäude und Hofpflasterung                                                                   | Zum Vierseithof 16 (Karte)       | 1687 Dendro                               | Baugeschichtlich, hausgeschichtlich, volkskundlich und sozialgeschichtlich außerordentlich bedeutsamer, geschlossen erhaltener Bauernhof in Fachwerkbauweise, mit vermutlich ältestem Blockspeicher Sachsens (stammt aus dem Spätmittelalter), Wohnhaus mit altertümlicher Fachwerkkonstruktion (Thüringer-Leiter-Fachwerk, Kopfstreben), alte Fachwerk-Scheune, einer der bedeutendsten historischen Bauernhöfe Sachsens. - Dreigeschossiger Blockspeicher: Einzig erhaltener in Sachsen, - Wohnhaus: Ehemals mit Umgebinde, - Schafstall: Vermutlich in zwei Abschnitten gebaut – Erdgeschoss 17. Jahrhundert, Obergeschoss Anfang 18. Jahrhundert – Fachwerk mit Durchfahrt und Blockteil im Erdgeschoss, - Seitengebäude: Mit Resten einer Oberlaube und Schauer. | 09242204 |